# Фризен, Рихард фон
Рихард фон Фризен (нем. Richard von Friesen, 1808—1884) — барон, саксонский политический деятель.

## Биография
Служа в саксонском министерстве внутренних дел во время майского восстания 1849 г. в Дрездене, обнаружил, среди всеобщей растерянности, некоторое хладнокровие и потому был назначен министром внутренних дел. После подавления восстания руководил полицией при розысках и преследовании виновных и вообще при восстановлении порядка. Его столкновения с Бейстом, страстным врагом Пруссии, тогда как Фризен желал сближения с нею, привели к его отставке в 1852 г.
В 1859 г. он был приглашен на пост министра финансов. В августе 1866 г. он был уполномоченным Саксонии в Берлине для ведения мирных переговоров с Пруссией. Когда мир был подписан и король вернулся в Дрезден, Фризен вновь вступил в управление министерством финансов и, сверх того, получил портфель министра иностранных дел. В конце 1866 и начале 1867 г. он вел переговоры со стороны Саксонии об основании Северогерманского союза и о его конституции. Когда союз был основан, Фризен был назначен членом бундесрата. Осенью 1870 г. он был отправлен бундесратом в качестве комиссара для переговоров с южно-германскими государствами о присоединении их к Северогерманскому союзу и основании Германской империи. В октябре 1870 г. он приехал в Версаль, где в течение октября и ноября продолжал ведение этих переговоров с Вюртембергом, Баденом и Гессеном.
После окончания войны в 1871 г. он занял пост президента саксонского министерства и сохранял его до 1876 г. Он вел войну с ландтагом, противодействуя демократизации государственного и общественного строя; однако, уступая необходимости, он допустил расширение городского самоуправления. При нем значительно улучшены школы, установлен подоходно-прогрессивный налог, начат выкуп железных дорог в собственность государства. При его преемнике, Фабрице, Саксония гораздо решительнее пошла по дороге реакции. В 1880 г. Фризен опубликовал в двух томах «Erinnerungen aus meinem Leben» (Дрезден), в которых заключается много неточностей и даже сознательных искажений истины, как это было доказано Бейстом в его «Erinnerungen zu Erinnerungen» (Лейпциг, 1881) и историком Flathe в рецензии в Sybels «Historischer Zeitschrift» (Neue Folge, X).